# Jan Halle
Jan Halle (Deventer, 17 februari 1903 - Zaanstad, 6 januari 1986) was een Nederlands voetballer. Hij kwam uit voor dvv Go Ahead, waaruit later Go Ahead Eagles zou ontstaan, en het Nederlands elftal. Van zijn 13e tot 17e speelde Jan Halle bij het niet meer bestaande DOTO. Daarna volgde de overstap naar Go Ahead waar hij al snel een vaste plek in de hoofdmacht. In 1928 kwam hij als opvolger van Gerrit Hulsman op de spil (midden-midden) plaats terecht.Vanwege zijn O-benen werd hij in het Deventers De Kromm’n genoemd. Jan Halle werd befaamd als de broer van. De spil van Go Ahead speelde dertien interlands minder dan zijn jongere broer, doelman Leo Halle. Het tweetal uit Deventer had de pech nooit samen in het Nederlands elftal uit te komen. Jan Halle mocht in het voorjaar van 1929 aantreden. Broer Leo had toen al gedebuteerd in december 1928. In februari van dat jaar speelden ze samen in het Zwaluwen-elftal (een officieus Nederlands elftal) dat met 1-4 van de Rode Duivels verloor. Jan Halle was een speler die het van zijn handigheid en overleg hebben moest. Hij werd na twee beurten bedankt, omdat hij toch niet de 'ideaalspil' was. De Go Ahead-troef stond ook bekend om zijn snelheid. In 1927 werd hij met een tijd van 11,4 seconden kampioen van Deventer op de honderd meter.
Vanaf het eind van de jaren twintig tot midden jaren dertig had Go Ahead een zeer sterke ploeg met onder anderen de internationals Jan de Kreek en Leo Halle.
Met Go Ahead werd Jan Halle in 1922 landskampioen, nadat de beslissende wedstrijd in de kampioenscompetitie tegen Blauw-wit na verlenging met 1-0 gewonnen werd. Halle werd met Go Ahead in 1930 opnieuw landskampioen nadat de beslissende wedstrijd in de kampioenscompetitie tegen Blauw-Wit met 5-3 gewonnen werd. In 1933 werd hij met Go Ahead een derde maal landskampioen. Nu werd de beslissende wedstrijd in de kampioenscompetitie tegen PSV met 3-0 gewonnen.
Jan Halle maakte zeven keer deel uit van het elftal dat de oostelijke afdelingstitel veroverde. Hij speelde meer dan 400 wedstrijden in het eerste elftal van Go Ahead, en was er het eerste lid van verdienste. Hij werd in 1938 na 17 jaar in het eerste elftal op de beroepslijst geplaatst, omdat hij als betaald trainer aan de slag ging bij mede-eersteklasser Hengelo en daardoor geld aan het voetbal ging verdienen. In 1937-38 was Halle reeds op amateurbasis trainer van tweedeklasser Borne. In 1939 werd hij één seizoen trainer van Go Ahead.

## Interlands
- 17 maart 1929 Nederland - Zwitserland 3 - 2
- 5 mei 1929 België - Nederland 3 - 1